# Lijst van Nederlandse ambassadeurs in de Filipijnen
Hieronder staat een lijst van Nederlandse gezanten en ambassadeurs in de Filipijnen.
| Geaccrediteerd    | Gezant                                      | Opmerking                                             | Benoemd door                   | Gouverneur-generaal of Filipijns leider |
| ----------------- | ------------------------------------------- | ----------------------------------------------------- | ------------------------------ | --------------------------------------- |
| 1866 - 1869       | George van Polanen Petel                    |                                                       | Julius van Zuylen van Nijevelt | José Laureano de Sanz                   |
| 1869 - 1874       | George Petel                                |                                                       | Pieter Philip van Bosse        | Manuel Maldonado                        |
| 1869 - 1888       | J.Ph. Hens                                  |                                                       | Pieter Philip van Bosse        | Manuel Maldonado                        |
| 1889 - 1927       | Paulus Karel August Meerkamp van Embden     | 1917 consul-generaal                                  | Æneas Mackay (1839-1909)       | Manuel Maldonado                        |
| 1901 - 1909       | A.C. Crebas                                 | Interim-viceconsul in Manila                          | Abraham Kuyper                 | Arthur MacArthur jr.                    |
| 1910              | T.Bremer                                    | Viceconsul in Manila                                  | Theo Heemskerk                 | William Cameron Forbes                  |
| 1921              | H. Wolford                                  | Viceconsul in Iloilo                                  | Charles Ruijs de Beerenbrouck  |                                         |
| 1938 - 1941       | Abraham Johannes Daniel Steenstra Toussaint |                                                       | Hendrikus Colijn               | Leonard Wood                            |
| 1938 - 1941       | Willem Huender                              | Viceconsul                                            | Hendrikus Colijn               | Leonard Wood                            |
| 1941              | Petrus Johannes Eekhout                     | Viceconsul                                            | Pieter Sjoerds Gerbrandy       | Manuel Quezon                           |
| 1941              | A.J. Tyre                                   | Viceconsul in Iloilo                                  | Pieter Sjoerds Gerbrandy       | Manuel Quezon                           |
| 1945 - 1946       | H. Bos                                      | Consul-generaal in Manila                             | Willem Schermerhorn            | Sergio Osmeña                           |
| 1946 - 1948       | N.A.J. de Voogd                             | Consul-generaal                                       | Louis Beel                     | Manuel Roxas (president)                |
| 1948 - 1951       | A.J.D. Steenstra Toussaint                  |                                                       | Willem Drees                   | Elpidio Quirino                         |
| 1953              | Berend Jan Slingenberg                      | [ 3 ]                                                 | Willem Drees                   | Ramon Magsaysay                         |
| 1953 - 1954       | G.C.D. Hooft Graafland                      | [ 4 ]                                                 | Willem Drees                   | Ramon Magsaysay                         |
| 1954 - 1957       | Allard Merens                               | (*7 dec. 1899 te Magelang)                            | Willem Drees                   | Ramon Magsaysay                         |
| 1957 - 1961       | Reinhard Maria Neuerburg                    | (*28 jan. 1902 te Rotterdam)                          | Louis Beel                     | Carlos Garcia                           |
| 1960 - 1963       | Thomas W. Jurika                            |                                                       | Jan de Quay                    | Carlos Garcia                           |
| 1960/04/01        | Nederlandse legaties verhoogd tot ambassade |                                                       | Jan de Quay                    | Carlos Garcia                           |
| 1961 - 1965       | Jacobus van der Zwaal                       |                                                       | Jan de Quay                    | Diosdado Macapagal                      |
| 1963 - 1965       | H.L. Robertson                              |                                                       | Victor Marijnen                | Diosdado Macapagal                      |
| 1967 - 1970       | Gerardus Johannes Dissevelt                 |                                                       | Piet de Jong                   | Ferdinand Marcos                        |
| 1970 - 1973       | Tj.A. Meurs                                 |                                                       | Piet de Jong                   | Ferdinand Marcos                        |
| 1973 - 1975       | Robert Samuel Napier Van der Feltz          | (7 juni 1921 te Amsterdam, 12 nov. 2009 te Guildford) | Joop den Uyl                   | Ferdinand Marcos                        |
| 1975 - 1978       | Franz von Oven                              | (*3 okt. 1919 te Semarang, Nederlands-Indië)          | Joop den Uyl                   | Ferdinand Marcos                        |
| 1979              | R.E. Aboitiz                                |                                                       | Dries van Agt                  | Ferdinand Marcos                        |
| 1983              | R.E. Aboitiz                                |                                                       | Ruud Lubbers                   | Ferdinand Marcos                        |
| 1983-1987         | Wieger Hellema                              |                                                       | Ruud Lubbers                   | Ferdinand Marcos                        |
| 1987 - 1990       | R.F.C. Koch                                 |                                                       | Ruud Lubbers                   | Corazon Aquino                          |
| 1991 - 1994       | Lambert J. Hanrath                          |                                                       | Ruud Lubbers                   | Corazon Aquino                          |
| 1994 - 1997       | Eric T. J. T. Kwint                         | (*24 december 1937 te Velsen)                         | Wim Kok                        | Fidel Ramos                             |
| 1998 - 2002       | Theo Arnold                                 |                                                       | Wim Kok                        | Joseph Estrada                          |
| 2007/09/28 - 2011 | Robert G. Brinks                            | (*1947)                                               | Jan Peter Balkenende           | Gloria Macapagal-Arroyo                 |